# Belambo (Vohemar)
Pour les articles homonymes, voir Belambo.
Belambo est une commune rurale malgache, située dans la partie centre-ouest de la région de Sava.